# Between Two Fires (Zvezdna vrata SG-1)
Between Two Fires je 9 epizoda 5.sezone znanstveno-fantastične nanizanke Zvezdna vrata SG-1. V tej epizodi Tollanci nepričakovano ponudijo posredovanje svoje tehnologije Zemlji, čeprav so to možnost prej zaradi slabih izkušenj s posredovanjem tehnologije manj razvitim vztrajno zavračali. Vzrok za to odločitev, ki ga odkrije ekipa SG-1, je presenetljiv.
Ekipa SG-1 se zbere na planetu Tollana, da bi se poslovila od Omoca, vodje Tollancev, ki je nepričakovano umrl. Sodnica Travell je O'Neillu takoj po pogrebu predlagala pogovore o razkritju tollanske tehnologije, kar so Tollanci do tedaj zavračali. Narim ekipi na skrivaj zaupa, da ga je Omoc pred smrtjo posvaril, da je Zemlja v veliki nevarnosti.
Naslednji dan je tollanska kurija ponudila ionske topove, ki lahko sestrelijo Goa'uldske ladje, v zameno pa je zahtevala le nekaj trinija, redke kovine, ki jo uporabljajo za svojo tehnologijo. Ta ugodna ponudba se je ekipi SG-1 zdela močno sumljiva, saj je glede na pretekle izkušnje vse izgledalo preveč enostavno. Narim je ekipo opozoril, da je posebna naprava za nadzor zdravstvenega stanja pokazala, da je bil Omoc pred smrtjo popolnoma zdrav, kar je zbudilo sume, da je bil umorjen. Ravno tako je odkril, da je kurija izbrisala zapisnike svojih zadnjih sej, ki naj bi bili sicer vedno javno dostopni. Zato so se odločili, da zadevo raziščejo.
Samantha Carter in Daniel Jackson sta odkrila izbrisane zapisnike in razbrala, da se je pred nekaj meseci Tollani približala Goa'uldska ladja, proti kateri so bili ionski topovi brez moči. To je pomenilo, da je nek Goa'uld iznašel ščit, ki ščiti tudi pred ionskimi topovi in jih tako naredi neučinkovite. O'Neil odkrije, da je bil trinij porabljen za izdelavo uničujočega orožja, kombiniranega s tehnologijo, ki omogoča prehod skozi stene.
Kmalu zatem se izkaže pravi vzrok za izdelavo tega orožja - na Tollano je prišel Goa'uld Tanith, ki je služil neimenovanemu sistemskemu lordu, in zagrozil z uničenjem planeta, če Tollanci ne bodo razvili orožja zanj. Pravzaprav je Tanith želel prisiliti Tollance, da z orožjem namesto njega napadejo Zemljo, s čimer bi se izognil direktnemu sporu z Asgardci. S tem orožjem bi lahko izvedli napad skozi zvezdna vrata kljub ščitu, ki je bil montiran na zemeljska zvezdna vrata za preprečitev dostopa vsiljivcem.
Narim se je izmuznil in uporabil enega od ionskih topov za uničenje skladišča orožja, kar je pomenilo začetek napada Goa'uldov. Ekipa SG-1 se pravočasno vrne domov, kmalu pa dobi novice o padcu Tollane, kar verjetno pomeni tudi konec tollanske civilizacije.